# Medianeira
Medianeira es un municipio brasileño del estado del Paraná. Su población estimada en 2010 es de 41.830 habitantes.